# Letiště Panenský Týnec
Letiště Panenský Týnec je veřejné vnitrostátní civilní letiště ležící mezi obcemi Panenský Týnec a Telce v okrese Louny, které je určeno pro provoz letounů, vrtulníků, kluzáků, ultralehkých letadel, volných balónů a vzducholodí.
Letiště disponuje jednou asfaltovou ranvejí o délce 2505 metrů, přičemž přistávání jsou koncipována tak, aby nedocházelo k leteckému provozu nad nedalekými obcemi Vrbno nad Lesy a Telce.

## Historie
Letiště, s původně travnatou ranvejí, vzniklo jako armádní v polovině padesátých let 20. století. K vybudování zpevněného povrchu přistávací dráhy došlo až v průběhu let sedmdesátých. Po celou dobu sloužilo s volacím znakem „kravata“ jako záložní letiště pro 11. stíhací letecký pluk ze Žatce. Současný provozovatel (Aeroklub Panenský Týnec) na letišti působí od roku 2000, kdy došlo k jeho pronájmu od Ministerstva obrany.
Na letišti se konaly hudební festivaly Open Air Festival (2010–2013) a Aerodrome (2013–2018), nebo autotuningové srazy.